# Andrenosoma modestum
Andrenosoma modestum là một loài ruồi trong họ Asilidae. Andrenosoma modestum được Paramonov miêu tả năm 1958. Loài này phân bố ở miền Australasia.